# Daniela De Silva
Daniela De Silva (...) è una matematica italiana, nota per i suoi studi sulle equazioni differenziali parziali.

## Biografia
Laureata con lode nel 1997 in matematica all'Università degli Studi di Napoli Federico II, ha completato i suoi studi con un dottorato di ricerca in matematica presso il Mathematical Sciences Research Institute nel 2005. La sua tesi, Existence and Regularity of Monotone Solutions to a Free Boundary Problem, è stata supervisionata da David Jerison.
Attualmente è una docente di matematica al Barnard College e alla Columbia University.

## Riconoscimenti
- (2012) Ha ricevuto il premio per l'insegnamento Gladys Brooks[7].
- (2015) Ha ricevuto una menzione d'onore al Emily Gregory Award[3].
- (2016) Ha vinto il Sadosky Prize per i suoi "fondamentali contributi alla teoria sulla regolarità di equazioni differenziali parziali ellittiche non lineari e di equazioni integrali-differenziali non locali"[2].
- (2018) È stata descritta come illustre studiosa e professionista al Barnard College[7].

## Articoli di ricerca (parziale)
- Free boundary regularity for a problem with right hand side su Interfaces Free Bound, 2011, n°2, pp. 223–238.
- A singular energy minimizing free boundary su Journal für die reine und angewandte Mathematik, 2009, n°635, con David Jerison.
- Boundary Harnack estimates in slit domains and applications to thin free boundary problems su Revista Matemática Iberoamericana, 2016, n°3, pp. 891–912.
- Two-phase problems with distributed sources: regularity of the free boundary su Analisys and PDE, co-autori Fausto Ferrari e Sandro Salsa, 2014, n°2, pp. 267–310.
- Minimizers of convex functionals arising in random surfaces su Duke Mathemathical Journal, co-autore Ovidiu Savin, febbraio 2010, pp. 487–532[8].